# 莫里斯·巴雷斯
莫里斯·巴雷斯（法語：Maurice Barrès；1862年8月19日—1923年12月4日），法国小说家、散文家。

## 著作
- 《在野人眼前》（1888年）
- 《自由人》（1889年）
- 《贝丽妮丝的花园》（1891年）
- 《离开本根的人》（1897年）
- 《向军人发出号召》（1900年）
- 《他们的嘴脸》（1903年）
- 《东面的支柱》、《在德国军队中服役》（1905年）
- 《柯丽特·葆都许，梅斯一少女的故事》（1909年）
- 《莱茵河的精髓》（1921年）
- 《血、肉体的快感和死亡》（1894年）
- 《神圣的爱和痛苦》（1903年）